# Juliette Hartig
Juliette Hartig (* 14. Juli 2001) ist eine deutsche Filmschauspielerin. 
Juliette Hartig wuchs in Jena auf. Sie tanzte in ihrer Freizeit und war auch im Cheerleading aktiv. Über ihre beste Freundin kam sie 2015 zum Casting der Kinder- und Jugendfernsehserie Schloss Einstein, welche sie selbst oft geschaut hatte. Sie spielte schließlich in der 18. Staffel in der Serie die Rolle der Schülerin „Hedda Eisenbarth“. Weitere schauspielerische Projekte wurden nicht mehr bekannt. 

## Filmografie
- 2015: Schloss Einstein (Fernsehserie, 21 Folgen)